# René Joyeuse

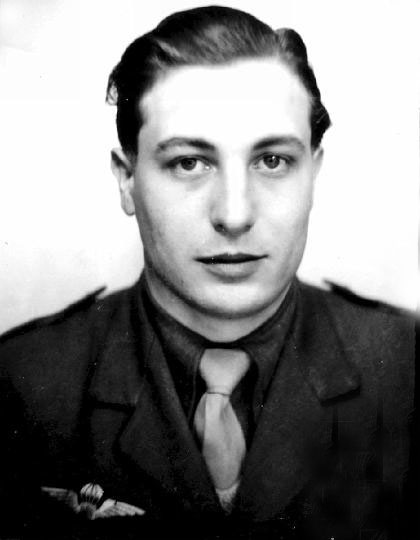
René Joyeuse (1944)

René Joyeuse (* 17. Januar 1920 als René Veuve in Zürich; † 12. Juni 2012 in Lake Placid) war ein schweizerisch-amerikanischer Widerstandskämpfer und Arzt.

## Leben
René Veuve verbrachte die meiste Zeit seiner Kindheit im Elsass. 1944 sprang er mit dem Decknamen Joyeuse als Fallschirmagent des Office of Strategic Services über Frankreich ab (Operation Sussex). Nach seinem erfolgreichen Einsatz in Frankreich kämpfte er für die französische Armee in Deutschland. Er war der erste Offizier der alliierten Streitkräfte, der das deutsche Konzentrationslager Bergen-Belsen betrat. Danach war er Sanitäter im Indochinakrieg und studierte ab 1950 Medizin an der Sorbonne.
In den USA heiratete Joyeuse 1955 Suzanne G. Bouffon. Das Paar hatte zwei Söhne. Er wurde am 29. März 2013 als erster Schweizer auf dem Nationalfriedhof Arlington bestattet.